# Relation de dispersion

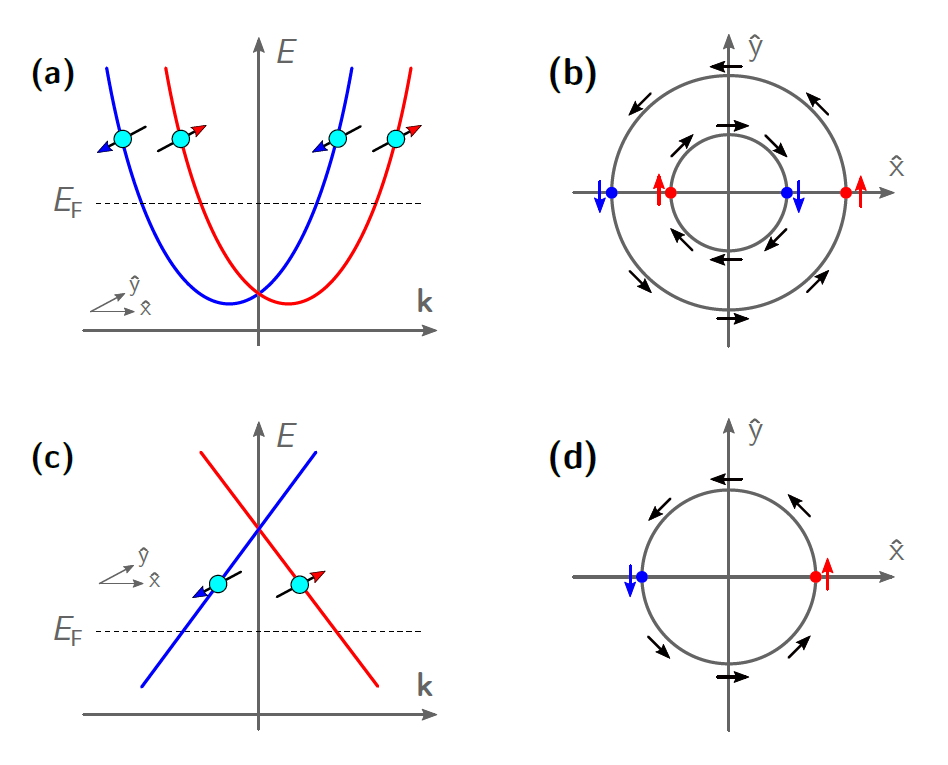
Bandes isolantes topologiques et à séparation de Rashba

En physique théorique, une relation de dispersion est une relation entre la pulsation {\displaystyle \omega } et le vecteur d'onde {\displaystyle {\vec {k}}} d'une onde monochromatique.
Par extension, la dualité onde-corpuscule de la physique quantique conduit à l'introduction de relation de dispersion pour une particule, comme relation entre son énergie {\displaystyle E} et sa quantité de mouvement {\displaystyle {\vec {p}}}.

## Exemples

### Onde monochromatique de céléritécdans un milieu non dispersif
Un milieu non dispersif est caractérisé par un indice {\displaystyle n} indépendant de la pulsation. La relation de dispersion s'écrit{\displaystyle \omega ={\frac {c}{n}}\Vert {\vec {\textbf {k}}}\Vert .}avec {\displaystyle {\vec {\textbf {k}}}} le vecteur d'onde. La vitesse de phase est alors constante, {\textstyle V_{\varphi }={\dfrac {\omega }{\Vert {\vec {\textbf {k}}}\Vert }}={\dfrac {c}{n}}}, et est égale à la vitesse de groupe :{\displaystyle V_{g}={\dfrac {\textrm {d}}{{\textrm {d}}\Vert {\vec {\textbf {k}}}\Vert }}\omega ={\dfrac {c}{n}}.}

### Onde monochromatique de céléritécdans un milieu dispersif
Dans un milieu dispersif, l'indice optique {\displaystyle n} dépend de la pulsation {\displaystyle \omega }. La relation de dispersion devient{\displaystyle \omega ={\frac {c}{n(\omega )}}\Vert {\vec {\textbf {k}}}\Vert }avec {\displaystyle {\vec {\textbf {k}}}} le vecteur d'onde. La vitesse de phase dépend alors explicitement de la pulsation, soit :{\displaystyle V_{\varphi }={\dfrac {\omega }{\Vert {\vec {\textbf {k}}}\Vert }}={\dfrac {c}{n(\omega )}}}La vitesse de groupe n'est en général plus égale à la vitesse de phase, mais lui est reliée par la relation de Rayleigh :{\displaystyle V_{g}={\dfrac {\textrm {d}}{{\textrm {d}}\Vert {\vec {\textbf {k}}}\Vert }}\omega ={\dfrac {\textrm {d}}{{\textrm {d}}\Vert {\vec {\textbf {k}}}\Vert }}(\Vert {\vec {\textbf {k}}}\Vert V_{\varphi })=V_{\varphi }+\Vert {\vec {\textbf {k}}}\Vert {\frac {\textrm {d}}{{\textrm {d}}\Vert {\vec {\textbf {k}}}\Vert }}V_{\varphi }}

### Particule non relativiste de massem
En notant : {\displaystyle p=||{\vec {p}}||}, la relation de dispersion s'écrit :
| {\displaystyle E\ =\ {\frac {p^{2}}{2m}}} |

### Particule relativiste de massem
La relation d'Einstein,, est la relation de dispersion relativiste, obtenue à partir du carré la norme du quadrivecteur énergie-quantité de mouvement.
Elle est donnée par :
{\displaystyle E^{2}=p^{2}c^{2}+m^{2}c^{4}},
d'où, pour une particule de masse {\displaystyle m} non nulle :
| {\displaystyle E\ =\ {\sqrt {p^{2}\,c^{2}\ +\ m^{2}\,c^{4}\ }}} |

### Particule relativiste de masse nulle
| {\displaystyle E\ =\ p\,c} |